# 오드리 바스티앙
오드리 바스티앙(Audrey Bastien, 1991년 12월 10일 ~ )은 프랑스의 배우이다.